# Erwin Panofsky

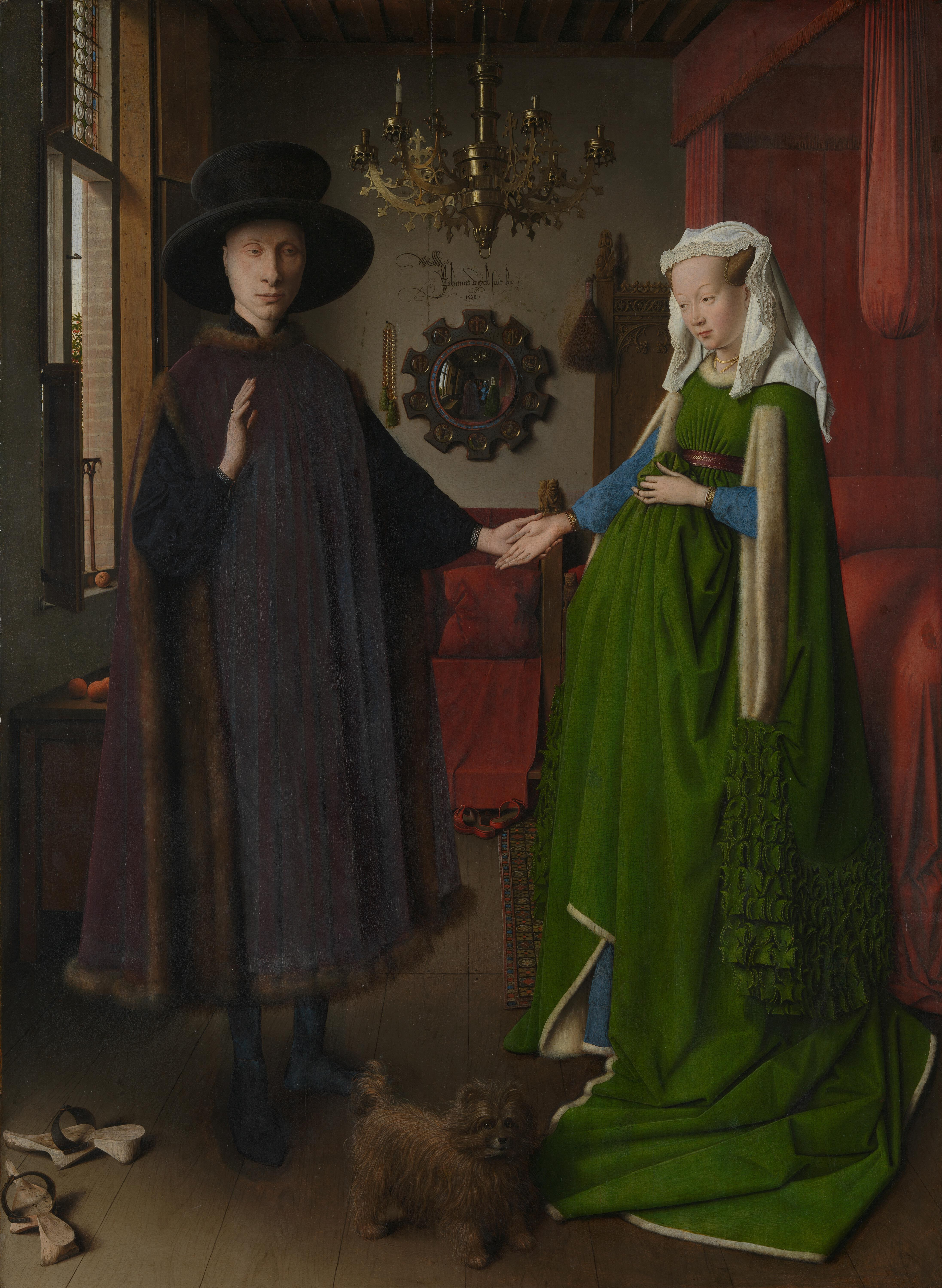
Familia Arnolfini de Jan van Eyck

Erwin Panofsky, cunoscut și ca Irwin Panofsky, (n. 30 martie 1892, Hannover, Reich-ul German – d. 14 martie 1968, Princeton, New Jersey, SUA) a fost un  eseist și istoric de artă german, considerat drept unul din fondatorii iconografiei și iconologiei academice. A trăit în Statele Unite ale Americii începând cu 1933.

## Viața profesională
Erwin Panofsky a fost, alături de Ernst Cassirer și Aby Warburg, unul din reprezentanții așa-zisei Școli de la Marburg. 
- Începând cu 1914 are o carieră didactică universitară, pentru început în Germania, devenind mai târziu profesor la Universitatea din Hamburg.
- În 1933 emigrează în Statele Unite ale Americii, unde, începând cu 1935, predă la Institute for Advanced Study, Princeton Township, New Jersey.
- 1934, publicarea studiului Jan van Eyck's Arnolfini Portrait, în Burlington Magazine, se constituie ca unul dintre cele mai clare exemple de eseu iconografic
- În 1955 publică cea mai importantă dintre lucrările sale legate de estetica iconografiei și iconologiei, lucrarea manifest, Meaning in the Visual Arts (Sinn und Deutung in der bildenden Kunst).
- A fost prieten foarte bun cu unul din marii fizicieni ai secolului al XX-lea, austriacul Wolfgang Pauli, unul din importanți creatori ai mecanicii cuantice ca domeniu distinct al fizicii.

## Opere publicate

### Antume
- Dürers Kunsttheorie, 1915
- Dürers "Melencholia I", 1923 (în colaborare cu Fritz Saxl)
- Deutsche Plastik des elften bis dreizehnten Jahrhunderts, 1924
- Idea. Ein Beitrag zur Begriffsgeschichte der älteren Kunsttheorie, Leipzig, 1924
- Die deutsche Plastik des elften bis dreizehnten Jahrhunderts, München, 1924
- A Late-Antique Religious Symbol in Works by Holbein and Titian, 1926 (în colaborare cu același Fritz Saxl, Burlington Magazine)
- Über die Reihenfolge der vier Meister von Reims, 1927 (Jahrbuch für Kunstwissenschaft, II - Anuarul artelor vizuale)
- Perspective as Symbolic Form, (1927)
- Das erste Blatt aus dem 'Libro' Giorgio Vasaris, 1930 (Städel-Jahrbuch, VI)
- Hercules am Scheideweg und andere antike Bildstoffe in der neueren Kunst, (Studien der Bibliotek Warburg, XVIII, Berlin, Leipzig, Teubner, 1930
- Classical Mythology in Mediaeval Art, (împreună cu Fritz Saxl, Metropolitan Museum Studies, IV), 1933
- Studiul Jan van Eyck's "Arnolfini" Portrait, (în Burlington Magazine), 1934
- Studies in Iconology (1939)
- The Codex Huygens and Leonardo da Vinci’s art theory, London, 1940
- The Life and Art of Albrecht Dürer, (1943)
- Abbot Suger on the Abbey Church of St. Denis and Its Art Treasures, 1946
- Postlogium Sugerianum, (în Art Bulletin, XXIX), 1947
- Style and Medium in the Motion Pictures, (în Critique, Vol. 1 No 3), 1947
- Gothic Architecture and scholasticism, Latrobe, 1951
- Early Netherlandish Painting, (1953)
- The Life and Art of Albrecht Dürer, (ediția a patra, 1955)
- Meaning in the Visual Arts, (1955)
- A mythological painting by Poussin, Stockholm, 1960
- The Iconography of Correggio's Camera di San Paolo, 1961
- Renaissance and Renascences in Western Art, (1962)
- Studies in Iconology, 1962 (ediția a doua)
- Tomb Sculpture, 1964 (editată de H.W. Janson)
- Das Leben und die Kunst Albrecht Duerers, Darmstadt, 1967

### Postume
- Problems in Titian, Mostly Iconographic, New York, 1969
- Aufsätze zu Grundfragen der Kunstwissenschaft, Berlin, 1974
- Dr. Panofsky and Mr. Tarkington, 1974 (editată de Richard M. Ludwig)
- Perspective as Symbolic Form, 1991 (prima ediție apărută în 1927)
- Three Essays on Style, 1995